# Bundesamt für Kommunikation

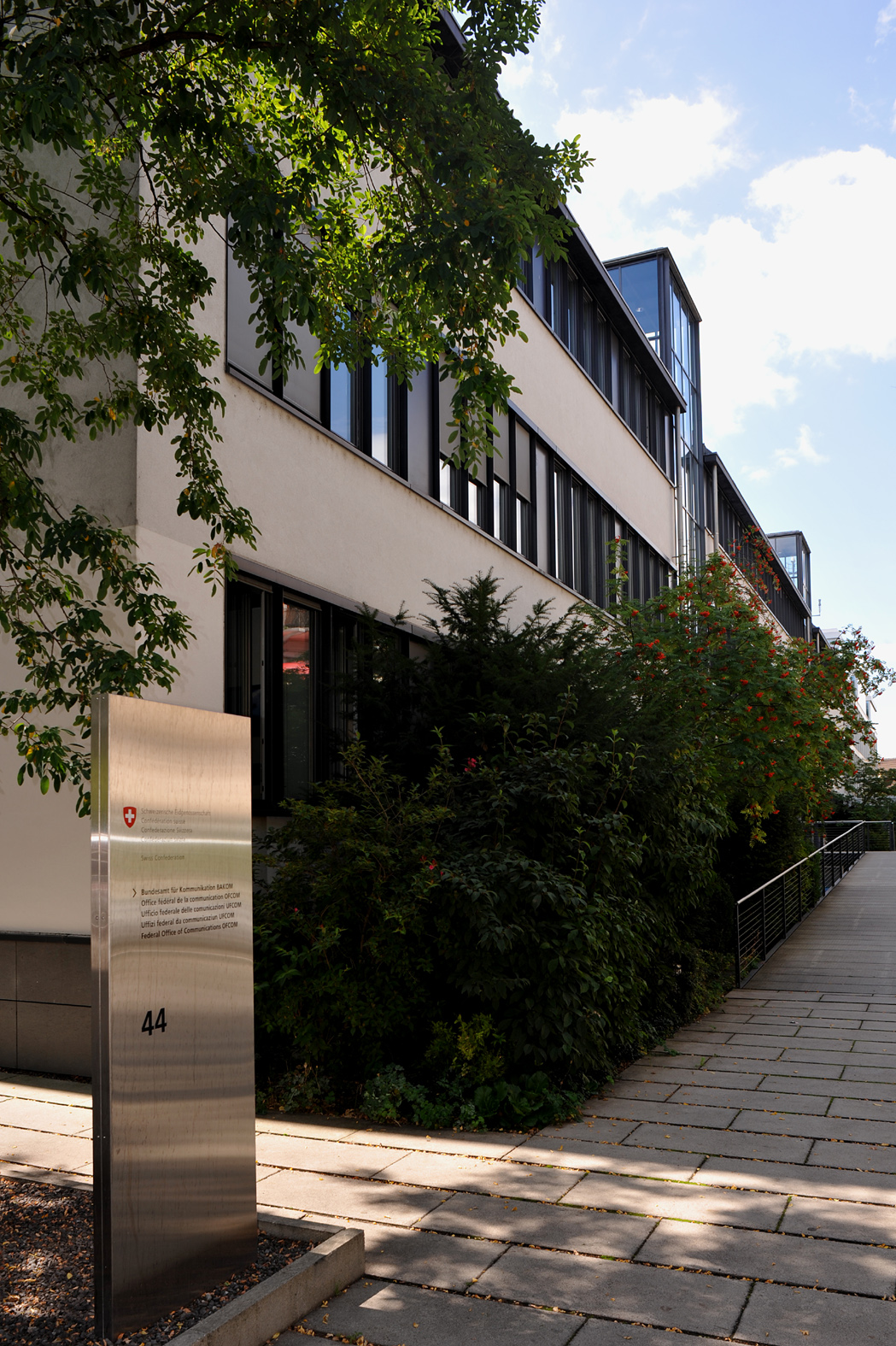
BAKOM-Gebäude

Das Bundesamt für Kommunikation BAKOM (französisch Office fédéral de la communication OFCOM, italienisch Ufficio federale delle comunicazioni UFCOM, englisch Federal Office of Communications) ist eine Bundesbehörde der Schweizerischen Eidgenossenschaft. Sitz ist in Biel/Bienne BE. Das Bundesamt befasst sich mit dem Telekommunikationsmarkt, dem Rundfunk und dem Postwesen in der Schweiz. In diesem Zusammenhang reguliert das Amt unter anderem das Funkwesen, die Fernmeldeanlagen, die Radio- und Fernsehsender und hat die Aufsicht über die Grundversorgung der Post beim Zahlungsverkehr.
Das Bundesamt wurde im Jahre 1992 als Teil des Eidgenössischen Departements für Umwelt, Verkehr und Kommunikation UVEK gegründet.

## Zuständigkeit
Die Behörde erfüllt im Wesentlichen folgende Aufgaben:
Im Telekommunikationsbereich vergibt BAKOM unter anderem nationale Telefonvorwahlen und Mehrwertdienstrufnummern, beaufsichtigt die Fernmeldedienstanbieter und schafft die Grundlagen für die Grundversorgung der Schweizer Bevölkerung. Das Bundesamt befasst sich zudem damit, fortschrittliche Kommunikationstechnologien unter anderem im Bereich der Mobiltelefonie zu ermöglichen.
Im Rundfunkbereich fungiert die Behörde beispielsweise als Aufsichtsbehörde über Radio- und Fernsehveranstalter, erteilt Konzessionen und beaufsichtigt das Inkasso der Empfangsgebühren.
Am 1. Oktober 2012 trat die neu revidierte Postgesetzgebung in Kraft. Dies führte dazu, dass dem BAKOM neue Aufgaben im Bereich der Post zugeteilt wurden. Dazu gehört unter anderem die Aufsicht über die Grundversorgung der Post im Zahlungsverkehr und die Beurteilung von Gesuchen um indirekte Presseförderung.
Die Behörde vertritt in internationalen Gremien die Interessen der Schweiz – zum Beispiel in der internationalen Fernmeldeunion und dem Europarat.
Die Geschäftsstelle Informationsgesellschaft unterstützt den "Steuerungsausschuss Informationsgesellschaft", der vom Bundesrat beauftragt wurde, die koordinierte, zielgerichtete Umsetzung seiner Strategie und ihre Weiterentwicklung sicherzustellen.
Die Behörde nimmt anfallende hoheitliche und regulatorische Aufgaben wahr und unterstützt die Vorbereitung und Umsetzung der Entscheide folgender Behörden:
- Bundesrat
- Eidgenössisches Departement für Umwelt, Verkehr, Energie und Kommunikation UVEK
- Eidgenössische Kommunikationskommission ComCom
- Regulierungsbehörde im Postmarkt PostCom

Grundlage für die Tätigkeit bildet das Schweizerische Fernmeldegesetz, das Bundesgesetz über Radio- und Fernsehen sowie die Postgesetzgebung.

## Vergleichbare Behörden
- in Deutschland: die Landesmedienanstalten und die Bundesnetzagentur (ehem. Regulierungsbehörde für Telekommunikation und Post bzw. RegTP)
- in Österreich: Kommunikationsbehörde Austria (KommAustria), Telekom-Control-Kommission (TKK) und Post-Control-Kommission (PCK)
- in den USA: die Federal Communications Commission
- in Großbritannien: das Office of Communications (Ofcom)

## Personalbestand ab 2007
| Jahr | Vollzeitstellen |
| ---- | --------------- |
| 2007 | 260             |
| 2008 | 255             |
| 2009 | 249             |
| 2010 | 251             |
| 2011 | 252             |
| 2012 | 263             |
| 2013 | 244             |
| 2014 | 246             |
| 2015 | 252             |
| 2016 | 254             |
| 2017 | 253             |
| 2018 | 249             |
| 2019 | 246             |
| 2020 | 249             |
| 2021 | 251             |
| 2022 | 248             |
| 2023 | 247             |
| 2024 | 247             |